# Абсолютний Супермен
«Абсолю́тний Суперме́н» (англ. Absolute Superman) — серія коміксів про Супермена, що видається DC Comics. Сценаристом виступив Джейсон Аарон, а художником — Рафа Сандоваль. Серія стартувала 6 листопада 2024 року в рамках імпринту Absolute Universe (AU) від DC. Для Аарона це вже другий проєкт, присвячений Супермену — після тритомної арки «Я, Бізарро», яка вийшла у випусках Action Comics №1061–1063.
Сюжет зосереджений на альтернативній версії Супермена, який прибуває на Землю вже дорослим, що змінює традиційний розвиток його історії.

## Історія публікації
Станом на липень 2024 року в розробці вже перебувала нова серія коміксів про Супермена під назвою Absolute Superman. Автором виступив Джейсон Аарон, художником — Рафа Сандоваль. Проєкт став частиною імпринту Absolute Universe (AU) від DC Comics. Спершу роботу над Absolute Superman мав виконувати художник Рафаель Альбукерке, однак йому довелося відмовитися від участі через масштабні повені в його рідній Бразилії. За місяць до офіційного анонсу серії на проєкт запросили Рафу Сандоваля.
Серія Absolute Superman почала виходити 6 листопада того ж року.

## Сюжет
У центрі сюжету — альтернативна версія Супермена, який прибуває на Землю вже дорослим, а не немовлям, як це зазвичай показують у класичних історіях про персонажа.

## Персонажі
- Супермен (Кал-Ел)
- Джор-Ел
- Лара Лор-Ван
- Сол
- Лоїс Лейн

## Колекційні видання
| № | Назва                                                   | Випуски                | Формат | Сторінки | Дата випуску   | ISBN           |
| - | ------------------------------------------------------- | ---------------------- | ------ | -------- | -------------- | -------------- |
| 1 | «Останні світанок Кріптону (англ. Last Dust Of Krypton) | Absolute Superman #1–6 | HC     | 176      | 19 серпня 2025 | 978-1799505327 |
| 1 | «Останні світанок Кріптону (англ. Last Dust Of Krypton) | Absolute Superman #1–6 | TPB    | 176      | 19 серпня 2025 | 978-1799505334 |